# In the Aeroplane Over the Sea
In the Aeroplane Over the Sea ist das zweite und bislang letzte Album der amerikanischen Indie-Rockband Neutral Milk Hotel.
Das Album wurde am 10. Februar 1998 in den USA auf dem Independent-Label Merge Records veröffentlicht. Am 18. Mai 1998 erschien das Album auch in Großbritannien auf Blue Rose Records und wurde dort am 5. September 2005 auf Domino Records wiederveröffentlicht.
Einzige Single des Albums ist der Song Holland, 1945.
Das Album verkauft sich heute noch gut und war das sechstmeistverkaufte Vinyl-Album des Jahres 2008.

## Aufnahme
Das Album wurde unter Leitung des Produzenten Robert Schneider zwischen Juli und September 1997 im Pet Sounds Studio in Denver aufgenommen. Sowohl Produzent Schneider als auch die vier Bandmitglieder und einige der Studiomusiker waren Teil des Musikerkollektivs Elephant Six, das neben Neutral Milk Hotel noch zahlreiche andere Bands hervorbrachte, von denen Apples in Stereo (Schneiders Hauptband), of Montreal, The Olivia Tremor Control, Beulah, Elf Power und The Music Tapes die erfolgreichsten waren.

## Inhalt
Das Album zeichnet sich durch abwechslungsreiche Instrumentierung und provokative, meist mehrdeutige Texte, deren Bedeutung kaum auf den ersten Blick klar wird, aus.
Ein lyrisches Motiv der Platte ist die Vergänglichkeit der Jugend; so heißt es beispielsweise im Refrain des Titeltracks

„…and one day we will die and our ashes will fly from the aeroplane over the sea. But for now we are young let us lay in the sun and count every beautiful thing we can see.“

„(…und eines Tages werden wir sterben und unsere Asche wird vom Flugzeug über dem Meer fliegen. Doch vorerst sind wir jung, lass uns in der Sonne liegen und alle schönen Sachen, die wir sehen, zählen.)“

In der Single Holland, 1945 geht es um das Schicksal der Anne Frank, deren Biografie Jeff Mangum kurz vor Aufnahme des Albums gelesen hatte. Ähnliche Bezüge zu Anne Frank fallen in den Songs Communist Daughter, Ghost, Two-Headed Boy Part. 2 und vor allem Oh Comely, wo Mangum singt:

„…I know they buried her body with others, her sister and mother and five-hundred families. And will she remember me? Fifty years later? I wished I could save her in some sort of time machine.“

„…Ich weiß, sie begruben sie mit anderen, mit ihrer Schwester und Mutter und fünfhundert Familien. Und wird sie sich an mich erinnern? Fünfzig Jahre später? Oh, ich wünschte, ich könnte sie retten, mithilfe von sowas wie einer Zeitmaschine.“

## Titelliste
1. The King of Carrot Flowers Pt. One – 2:00
2. The King of Carrot Flowers Pts. Two & Three – 3:06
3. In the Aeroplane Over the Sea – 3:22
4. Two-Headed Boy – 4:26
5. The Fool – 1:53
6. Holland, 1945 – 3:12
7. Communist Daughter – 1:57
8. Oh Comely – 8:18
9. Ghost – 4:08
10. – 2:16[3]
11. Two-Headed Boy Pt. Two – 5:13

Alle Songs geschrieben von Mangum, außer The Fool (Spillane) und King of Carrot Flowers Pt. Two (Barnes/Koster/Magnum/Mangum/Spillane)

## Covergestaltung

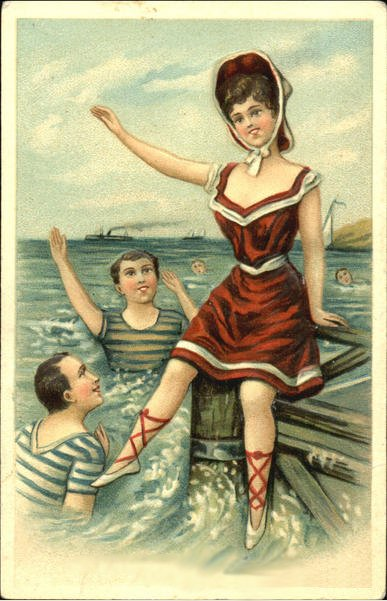
Originale Postkarte

Das Albumcover wurde von Bandleader Mangum und Chris Bilheimer (auch bekannt durch seine Arbeit mit R.E.M.) ausgesucht. Grundlage des Artworks ist eine alte Postkarte mit einem Bild von badenden Menschen in einem Ferienort, welche zugeschnitten und bearbeitet als Cover verwendet wurde.

## Rezeption
Bei seiner Veröffentlichung erregte das Album keine außergewöhnliche Aufmerksamkeit. Das Album erhielt gute Bewertungen im College Music Journal und bei Pitchfork Media (8,7 von 10 Punkten), der Rolling Stone bezeichnete es jedoch „thin-blooded, woolgathering stuff“ (dünnblütiges, zerstreutes Zeug) und gab nur 3 von 5 Punkten.
Anlässlich der Wiederveröffentlichung 2005 sah die Bewertung des Albums deutlich besser aus. Der Rolling Stone erhöhte seine Wertung von 3 auf 4 von 5 Punkten und Pitchfork Media gab gar volle 10 Punkte und listet das Album auf einer Liste der besten 100 Alben der Neunziger.
PopMatters bezeichnete die Wiederveröffentlichung als eine der besten des Jahres 2005 und schrieb „Aeroplane is a manifesto for a different way of making pop. To hear ‘Two-Headed Boy’ in 2005 is to realize that Mangum’s art is simply superb songwriting.“ („Aeroplane ist ein Manifest für eine andere Art, Popmusik zu schreiben. Im Jahre 2005 Two-Headed Boy zu hören, ist zu erkennen, dass es Mangums Kunst ist, einfache, großartige Songs zu schreiben.“)
Für Win Butler, Frontmann der Band Arcade Fire, war In the Aeroplane Over the Sea der Hauptgrund, bei Merge Records zu unterschreiben.
Jesse Lacey von Brand New nannte das Album gar „the greatest record ever written“ (Das großartigste Album, das jemals geschrieben wurde). Außerdem coverte die Band die Lieder Oh Comely und Two Headed Boy Pt. II auf ihren Konzerten.

## Beteiligte Personen
Die folgenden Angaben stammen aus den Credits und sind so gut wie möglich übersetzt.
- Jeff Mangum – Gitarre, Gesang, Orgel, Floor-Tom, Bassgitarre, Tape, Kurzwellenradio, Art Direction
- Jeremy Barnes – Schlagzeug, Orgel
- Scott Spillane – Trompete, Flügelhorn, Posaune, Euphonium
- Julian Koster – Wandering Genie-Orgel, Singende Säge, Banjo, Akkordeon, Weißes Rauschen
- Robert Schneider – Heimorgel, Fuzz-Bass, Harmonie-Gesang, Klavier
- Laura Carter – elektronisches MIDI Saxophon (Zanzithophone)
- Rick Benjamin – Posaune
- Merisa Bissinger – Saxophon, Flügelhorn
- Michelle Anderson – Uilleann Pipes
- Chris Bilheimer – Art Direction
- Brian Dewan – Illustrationen